# Heterogorgia operculata
Heterogorgia operculata is een zachte koraalsoort uit de familie Plexauridae. De koraalsoort komt uit het geslacht Heterogorgia. Heterogorgia operculata werd in 1910 voor het eerst wetenschappelijk beschreven door Nutting. 